# Viskinge Kirke
Viskinge Kirke stammer fra begyndelsen af 1200-tallet, og som så mange andre steder blev også denne kirke formentlig opført af den stedlige stormand, her sandsynligvis én af Hvideslægten. Kirken har gennemgået mange ændringer, både ombygninger og tilbygninger. Hvad der oprindeligt var en romansk kirke i kløvet kamp med bjælkeloft og små vinduer til alle sider, er i dag en sengotisk bygning med hvælvinger og kun med vinduer mod syd og vest.
Kalkmalerierne i kirken blev skabt i første halvdel af det 15. århundrede; men efter reformationen blev de overkalkede. Først i 1895 blev de atter frilagt, og de regnes blandt de bedste fra deres tid.
Orglet fra 1949 har syv stemmer. Det blev bygget af Th. Frobenius & Sønner og restaureret i 1996.

Note
1. ↑  Kilde: Viskinge Sogn og Aunsø Sogn: Viskinge Kirke Arkiveret 23. februar 2007 hos  Wayback Machine

## Eksterne kilder og henvisninger
- Wikimedia Commons har flere filer relateret til Viskinge Kirke
- Viskinge Kirke i bogværket Danmarks Kirker, Nationalmuseet
- Viskinge Kirke Arkiveret 31. januar 2011 hos  Wayback Machine hos nordenskirker.dk
- Viskinge Kirke hos KortTilKirken.dk